# Cumbia
La cumbia (AFI: /ˈkumbja/) è una musica popolare, un canto e una danza colombiana. Tale danza di coppia è nata all'interno degli eventi relativi alla conquista spagnola, che ebbe inizio nel 1538 con la distruzione della popolazione dei Chibcha.

## Etimologia
La parola cumbia è stata studiata da diversi linguisti, antropologi e musicologi che hanno prodotto differenti ipotesi sulla sua origine.
Nel 1930, il musicologo panamense Narciso Garay affermò che la parola condivide la stessa radice linguistica della parola cumbé, ballo di origine africano e registrato nella Real Academia de la Lengua come "Baile de Negros" (Ballo dei negri).
Secondo l'antropologa colombiana Delia Zapata Olivella, la parola sarebbe in correlazione con cumbé, un ballo e la relativa musica praticati in Guinea Equatoriale. Inoltre col termine cumbes sono chiamati i neri che abitano nella città di Bata, in Guinea Equatoriale. Anche secondo il musicista e musicologo colombiano Guillermo Carbó Ronderos, l'etimologia della voce cumbia "sembra derivi dal termine bantù cumbé, ritmo e danza della Guinea Equatoriale".
Il musicologo Guillermo Abadía Morales sostiene che cumbia è una apocope di cumbancha, parola la cui radice è kumba, gentilizio dei Mandingo dell'occidente africano, e aggiunge che inoltre in Congo i suoi re si appellavano come "Re di Cumba".
L'etnologo cubano Fernando Ortiz Fernández racconta che le voci kumba, kumbé e kumbí, alla castiglianizzazione avvenuta sostituendo la lettera "k" con "c", significano "tamburi" o "balli". Inoltre dice che cumbé, cumbia e cumba erano tamburi di origine africana nelle Antille. D'altra parte afferma anche che cumba – kumba, sono parole africane delle tribù bantù o congo, che significano "ruggire", "scandalizzare", "clamore", "scándalo", "euforia".
Anche secondo l'Enciclopedia Africana il termine è di origine bantu: deriverebbe da nkumbi, che nella lingua kongo indica un tipo di tamburo utilizzato per accompagnare un rituale nella tomba di un grande cacciatore.

## Origini
La cumbia è emanazione diretta della cumbiamba, una danza in circolo che uomini e donne neri eseguivano a piedi nudi sulla sabbia, in riva al mare, attorno ad un grande falò. È importante fissare bene questo passaggio per capire che danza è la cumbia e ipotizzare quale sia la sua origine. La denominazione è africana. In molte lingue parlate dagli africani il termine "kumb" significa suono, rumore o frastuono. Quando gli africani furono impiegati nelle sterminate piantagioni della Colombia coloniale, le piantagioni stesse furono chiamate kumbè, per via dei suoni e dei rumori che gli schiavi producevano durante il lavoro.
Oggi in uso come ballo di coppia in Colombia e nella zona amazzonica del Perù, Argentina e Cile, i ballerini ballano stando di fronte a coppie senza contatto diretto avanzando ed indietreggiando insieme.

## Dalla cumbiamba alla Cumbia

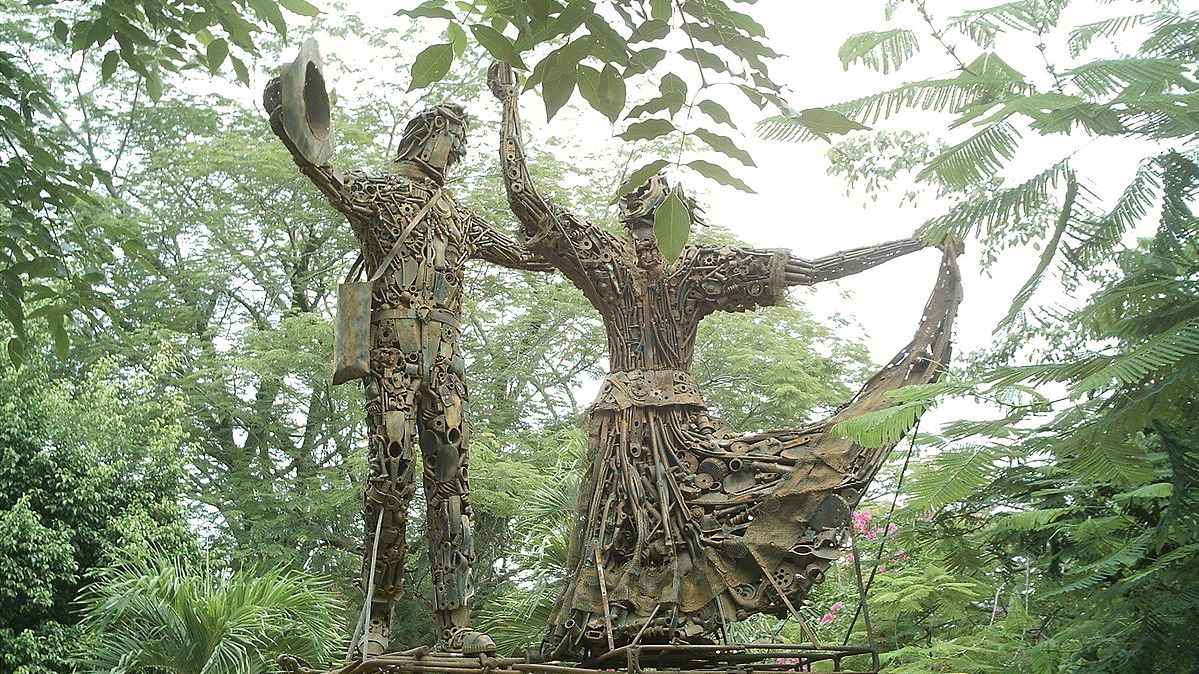
Monumento alla cumbia

Il passaggio dalla cumbiamba (danza in circolo) alla cumbia (ballo di coppia) risale alla fase di superamento della schiavitù, quando interi gruppi di neri, mulatti e zambos organizzarono i propri villaggi sulla costa dell'Atlantico (al di sopra di Panama), traendo sostentamento dalla pesca nel generoso Mare delle Antille. La cumbiamba era un rituale. Sulle basi 'musicali' prodotte da strumenti a percussione, si girava attorno al fuoco, formando un grande cerchio, composto dagli adulti e dai giovani (maschi e femmine) delle famiglie e dei gruppi partecipanti. La cumbiamba era l'invenzione finalizzata all'incontro serale e notturno della gente del villaggio. Era l'unica occasione di socialità minima: il solo contesto possibile per gli incontri amorosi. 
L'unica variante apportata alla cumbiamba, che consistette nello scioglimento dello schieramento a cerchio dei ballerini che si tenevano per mano, diede luogo al ballo di coppia. Il ritmo era sempre lo stesso: cambiò semplicemente il contenuto del 'rituale'.
Per diverso tempo, la cumbia si ballò al ritmo di quelle stesse percussioni utilizzate per la cumbiamba, con la differenza che essa si caratterizzò come danza inequivocabilmente sessuale, di possesso. In questa prima fase emergeva pesantemente la portata erotica. Un poco alla volta assunse l'identikit di danza di malizioso corteggiamento e, pur mantenendo alto il livello della carica sensuale, si connotava come danza di società. La donna, naturalmente, assumeva un ruolo fondamentale, essendo l'oggetto del desiderio maschile e la destinataria delle profferte d'amore. La sua danza non era ispirata alla ritrosia, ma si esplicava attraverso armoniosi ed invitanti movimenti dei fianchi e del bacino. In tali movimenti erano evidenti gli intenti provocatori, potenziati dalle languide occhiate e dai sorrisi civettuoli. Alcuni studiosi hanno messo in relazione le figure di questa danza con il movimento del mare amico, quasi lo si volesse omaggiare perché portatore di ricchezza. Sta di fatto che le ballerine, per imitare il moto delle onde, alzavano con le mani le lunghe gonne, fino a portarne i lembi all'altezza del viso: in tale posizione le facevano ondeggiare... per la gioia degli astanti (maschi). 
Grazie all'apporto della componente bianca (spagnola), la cumbia si trasformò in un prodotto con delle differenze rispetto al precedente: fu introdotta la parte cantata, nella doppia articolazione di coro e voce solista. Si aggiunse al ritmo africaneggiante una musicalità quasi europea. Da allora, il suo successo non si è più fermato, sia come genere musicale e coreico, sia come veicolo di messaggi a contenuto amoroso, culturale e sociale. 

### Cumbia nel '900
Agli inizi del Novecento, in questa nuova veste, la cumbia comparve nei locali pubblici dei maggiori centri del Nord (Cartagena, Santa Marta, e, soprattutto Barranquilla, grande porto fluviale creato dagli Spagnoli, a sinistra del Rio Magdalena, in prossimità del suo sbocco nel Mar delle Antille). Dopo il 1950, prima la radio e dopo la televisione giocarono un ruolo determinante per la sua diffusione, non solo in patria, ma anche nell'America Centrale e Meridionale. La promozione all'estero è stata supportata da diversi gruppi di musicisti, cantanti e danzatori, tutti originari della Colombia. 
Elementi di cumbia sono stati recepiti dalle danze caraibiche, in particolare da merengue e salsa.

## Cumbia villera
La cumbia villera è invece una variante della musica folk colombiana nata nei quartieri poveri di Buenos Aires. Pur mantenendo lo stesso stile di quest'ultima, utilizza sonorità più commerciali e presenta testi che hanno spesso a che fare con il crimine e le droghe. La cumbia è soprattutto un pezzo di storia della Colombia, uno dei maggiori interpreti è Aniceto Molina.

## Cumbia rap
Il cumbia rap si è formato dall'unione dei ritmi della cumbia con il rap statunitense.